# Incendie de l'auberge de jeunesse de Riga
 (mai 2021).
L'incendie de l'auberge de jeunesse de Riga est un incendie survenu le 28 avril 2021 dans une auberge de jeunesse de Riga, en Lettonie, lors duquel 8 personnes sont mortes et 9 autres blessées.

## Incendie
Peu après 4 h 30 du matin, l'incendie s'est déclaré à Japanese Style Centrum, une auberge illégale située au sixième étage d'un immeuble dans la capitale lettone Riga. Les pompiers ont été appelés à 4 h 43. L'incendie a tué huit personnes, dont certaines étaient des ressortissants étrangers, et blessé neuf autres personnes.
Les auberges de jeunesse de l'État balte ont été autorisées à fonctionner pendant la pandémie de Covid-19. L'auberge était bondée et certains clients qui s'y sont rendus à la fin de l'année 2020 et au début de l'année 2021 ont déclaré que les conditions à l'intérieur étaient médiocres. En février 2021, les fonctionnaires qui voulaient effectuer une inspection de sécurité incendie se sont vu refuser l'entrée. Le maire de Riga, Mārtiņš Staķis, a déclaré que l'auberge non autorisée serait fermée. Une enquête criminelle sur l'incendie a été ouverte le jour même de l'incendie.